# Efraín Bartolomé
Efraín Bartolomé (Ocosingo, Chiapas, México, 15 de diciembre de 1950) es un poeta mexicano.

## Biografía
Efraín Bartolomé nació el 15 de diciembre de 1950, en Ocosingo, Chiapas. A los 11 años dejó su pueblo natal para terminar los estudios primarios y secundarios en San Cristóbal de Las Casas. A los 15 dejó Chiapas para hacer los estudios preparatorios y profesionales en la Ciudad de México. Estos desarraigos, primero de su pueblo y luego de su estado, lo marcaron fuertemente y pueden explicar la entonación elegíaca que algunos críticos han apreciado en su obra poética inicial. Su obra madura tiene una gran carga religiosa, muy evidente en los Cuadernos contra el ángel, pero también en una idea muy proclive a la concepción de la Naturaleza como una manifestación divina o como una Diosa primigenia. 
Estudió psicología en la Universidad Nacional Autónoma de México, institución de la que fue profesor y, desde 1975, ejerce la psicoterapia en la práctica privada.
El crítico Juan Domingo Argüelles ha escrito que:

La obra poética de Efraín Bartolomé constituye un suceso, una feliz irrupción en el curso,
 a veces monótono, de la poesía mexicana, en la parte final del siglo XX,
y es hoy una presencia y un referente fundamental en el panorama poético de este recién nacido siglo XXI que,
en cuestiones de poesía, suele tan fácilmente dar gato por liebre.
La seguridad con la que surgió y la firmeza con la que ha continuado
le deparan a Efraín Bartolomé un sólido destino entre los lectores.
Porque Bartolomé ha recibido prácticamente todos los premios y distinciones más importantes a los que,
por concurso, puede aspirar un poeta en México pero, sin duda, el más alto premio que recibe de modo constante
es el de los lectores que encuentran en sus libros una experiencia imborrable
 donde la emoción y la inteligencia se unen en la mejor expresión de la poesía.

Su poesía ha sido traducida al francés,   inglés, alemán, italiano, japonés, portugués, macedonio, náhuatl, maya peninsular, y esperanto. Es miembro del Sistema Nacional de Creadores.

## Obra
- Ojo de jaguar, 1982..[14]
- Ciudad bajo el relámpago, 1983..[15]
- Música solar, 1984..[16]
- Cuadernos contra el ángel, 1987..[17]
- Cantos para la joven concubina y otros poemas dispersos, 1991..[18]
- Música lunar, 1991..[19]
- Ala del sur, 1993..[20][nota 3]
- Agua lustral. 1982-1987, 1994..[21][nota 4]
- Corazón del monte, 1995..[22]
- Ocosingo. Diario de guerra y algunas voces, 1995..[23]
- La poesía, 1996..[24]
- Avellanas, 1997..[25]
- Partes un verso a la mitad y sangra, 1997..[26]
- Oro de siglos, 1999..[27]
- La casa sola, 1999..[28]
- Oficio: Arder, 1999..[28][nota 5]
- Jaguar eye, 1999.[nota 6]
- La poesía, 2001..[29][nota 7]
- Música luar, 2001.[nota 8]
- Fogata con tres piedras, 2006..[30]
- El ser que somos, 2006..[31]
- El agua desdichada, 2007.[nota 9]
- El son y el viento, 2011..[32]
- Cantando El Triunfo de las cosas terrestres, 2011..[33]
- Ocosingo war diary: voices from Chiapas, 2014..[34]
- Cabalgar en las alas de la tormenta, 2015..[35]
- Toniná: una mirada hacia los cuatro rumbos, 2019..[36]

### Poesía para niños
- Mínima animalia (Ilustraciones de Marisol Fernández), 1991.[37]
- Anima mundi (Ilustraciones de Fabricio Van der Broeck), 1997.[37]
- Canción con dos niños, 2011.[38]
- El cadejo, 2011.[39]
- Una gran fiesta en el monte (Ilustración de Gabriela Podestá), 2011.[40]
- En la selva de niebla (Ilustración de Cecilia Rébora), 2011.[41]
- La marimbita, 2011.[42]
- Ecos de selva y sueño, 2015.[43]

### Antologías y libros colectivos (Selección)
- Un pasado visible: antología de poemas sobre vestigios del México antiguo (Selección y prólogo, Gustavo Jiménez Aguirre), 1983.[44]
- Antología del segundo Festival Internacional de Poesía: Morelia 1983, 1984.[45]
- Quinientos años de poesía en el Valle de México, 1985.
- Con sus propias palabras (Antología de poetas mexicanos nacidos entre 1950-1955), 1987.[46]
- Todo se escucha en silencio. El blues y el jazz en la literatura, 1987.[47]
- Veinte años de poesía en México: el premio de poesía Aguascalientes: 1968-1988', 1989.[48]
- Anuario de Poesía 1988-1989", 1989.
- La Poèsie Mexicaine, 1989.[3]
- La sirena en el espejo: antología de nueva poesía mexicana (Selección de Víctor Manuel Mendiola, José María Espinasa y Manuel Ulacia), 1990.
- Anuario de Poesía 1990, 1991.
- Los pueblos de antes, 1991.[nota 10]
- La rosa de los vientos : antología de poesía mexicana actual, 1992.
- New Writing from Mexico, 1992.[6]
- Light from a nearby window: contemporary Mexican poetry (Compilador: Juvenal Acosta), 1993.[49]
- El flamenco y otros versos (Antología de Ciprián Cabrera Jasso), 1994.
- First World, Ha Ha Ha! The Zapatista Challenge, 1995.
- La palabra y la imagen (Selección de Dionicio Morales), 1995.[50]
- Poètes mexicains contemporains, 1996.[4]
- Premio de Poesía Aguascalientes. 30 Años. 1968-1997. 1997.
- Norte y Sur de la poesía iberoamericana. Argentina, Brasil, Chile, Colombia, España, México, Venezuela (Coordinadora  Consuelo Treviño), 1997.
- Poesía de México. Antología del Premio de Poesía Aguascalientes (Selección de Samuel Ortega), 1997.
- El Poeta en un Poema (Selección, nota y entrevistas de Marco Antonio Campos), 1998.
- Poesía en segundos (Selección de Víctor Manuel Mendiola), 2000.
- Los mejores poemas de México. Del siglo XIX al fin del milenio (Selección de Juan Domingo Argüelles), 2001.
- Sendos placeres. Poemas para leer y acariciar (Selección y nota intr. de Leopoldo Cervantes-Ortiz y José Manuel Mateos),  2001.
- Dos Siglos de Poesía Mexicana. Del XIX al fin del milenio: una antología (Selección y prólogo de Juan Domingo Argüelles), 2001.
- El vértigo de la dicha: diez poetas mexicanos del siglo XX (Selección de Juan Domingo Argüelles), 2001.
- Dos Siglos de Poesía Mexicana. Del XIX al fin del milenio: una antología (Selección y prólogo de Juan Domingo Argüelles), 2001.
- Reversible Monuments. Contemporary Mexican Poetry, 2002.
- Poésie Mexicaine Du Xxe Siecle (édition bilingue français/espagnol), 2003.
- La región menos transparente: antología poética de la ciudad de México (Selección de Héctor Carreto), 2003.[51]
- Un pasado visible. Antología de poemas sobre vestigios del México antiguo (Compilación de Gustavo Jiménez Aguirre), 2004.
- Cumbre poética Iberoamericana. Antología de Salamanca (Selección, notas, epílogo y cuidado de la edición: Alfredo Pérez Alencart), 2005.
- Antología de poesía mexicana amorosa, 2005.
- Poètes de Chiapas, 2005.[5]
- La coma de la luna. Antología de poesía mexicana 1945-2003. (Recopilación de Víctor Manuel Mendiola), 2005.[52]
- Tigre la sed: antología de poesía mexicana contemporánea, 1950-2005 (Recopilación de Víctor Manuel Mendiola, Miguel Ángel Zapata y Miguel Gomes), 2006.
- Mercados de México, 2007.
- Para leer de boleto en el Metro, 2009.
- Anthologie de la Poésie Mexicaine, 2009.
- Antologia della Poesia Messicana Contemporanea (Recopilación de Emilio Coco), 2009.
- Poesía en paralelo cero. Encuentro Internacional de Poetas en Ecuador, 2009.
- Un siècle de poésie mexicaine, 2009.[53]
- Premio de Poesía Jaime Sabines –VEINTE Años− (Selección de Enrique Hidalgo Mellanes), 2009.
- Mexican Poetry Today: 20/20 Voices (English and Spanish Edition), 2010.[7]
- La poesía del siglo XX en México, 2011.
- Vientos del siglo: poetas mexicanos 1950-1982, 2012.
- Léeme: Libro de lecturas para Primaria, 2012.
- Di tú que he sido (Antología en Homenaje a Miguel De Unamuno), 2012.
- Antología General de la Poesía Mexicana. De la época prehispánica a nuestros días (Selección, prólogo y notas de Juan Domingo Argüelles), 2012.
- La hora del café: dos siglos a muchas voces, 2013.
- Sólo una vez aquí en la tierra: cincuenta y dos poetas del mundo, 2014.
- San Cristóbal de las Casas a través de los siglos, 2014.
- Humanismo solidario. Poesía y compromiso en la sociedad contemporánea, 2015.[54]
- Antología esencial de la poesía mexicana (Selección, prólogo y notas de Juan Domingo Argüelles), 2017.
- A mar y otras tempestades. Antología de poemas sobre el mar y sus misterios (Selección, prólogo y notas de César Arístides), 2018.
- Las etapas del día. 50 años del Premio Bellas Artes de Poesía Aguascalientes 1968-2018 (Selección y Prólogo de Luis Vicente de Aguinaga), 2018.
- Poesía y prosa de hoy en sus mejores obras (Selección de Víctor Manuel Mendiola), 2018.
- Lengua materna español. Lecturas segundo grado, 2018.

### Poemas en revistas (selección)
- Couffon, Claude (Junio de 1996). Quatre Poètes Mexicaines 63. París, Francia: Revue Bimestrelle De La Poésie D'aujourd'hui. pp. 56-67. ISSN 0752-272X.
- «La Cultura Mexicana Actual». 549-550 (Madrid, España: Cuadernos Hispanoamericanos): 45-53. Marzo-Abril de 1996. ISSN 1131-6438.
- Uranga, Ignacio (Marzo de 2015). La nación generosa. 111 rutas al otro lado del mar. Antología de Poetas Hispanoamericanos (3). Cartagena, España: Edición de la Galla Ciencia, Revista de Poesía. ISSN 2386-7965.
- Pubis 264. (Ejemplar dedicado a: El cuerpo. Arte y literatura). Torremolinos, Málaga: Litoral: revista de la poesía y el pensamiento. 2017. pp. 125-127. ISSN 0212-4378. Consultado el 25 de septiembre de 2020.
- Lafarque, Antonio; Saval, Lorenzo (2017). El Cuerpo Arte Y Literatura (264). Málaga: Litoral Revista de Poesía, Arte y Pensamiento. p. 270. ISSN 0212-4378.

### Grabaciones
- La palabra del poeta Efraín Bartolomé, 1991.[nota 11]
- Efraín Bartolomé: Música lunar (La voz del poeta y el canto extático de los derviches), 1996.[55][nota 12]
- Ojo de jaguar, 2012.[nota 13]

### Como antólogo
- Pablo Neruda. (Selección y nota introductoria de Efraín Bartolomé), 1987.[56]
- Ernesto Mejía Sánchez. (Selección y nota introductoria de Efraín Bartolomé), 1988.[57]
- Rubén Darío. (Selección y nota introductoria de Efraín Bartolomé), 1990.[58]

## Estudios sobre su obra

### Libros
- Domingo Argüelles, Juan (1997), Diálogo con la poesía de Efraín Bartolomé, Toluca, México: Instituto Mexiquense de Cultura, ISBN 9684843402..
- Ruiz Pascacio, Gustavo (2000), Los designios de la diosa: la poética de Efraín Bartolomé, Chimalistac, D.F.: CONACULTA, ISBN 9701841263..
- Cortés Mandujano, Héctor (2010), Los versos y la sangre. Vida y Obra de Efraín Bartolomé, En el vientre del Atanor 1, Tuxtla Gutiérrez, México: Universidad de Ciencias y Artes de Chiapas-Consejo Estatal para las Culturas y las Artes..
- Domingo Argüelles, Juan (2014), Historias de lecturas y lectores: los caminos de los que sí leen; conversaciones con Efraín Bartolomé (y otros 16), Ciudad de México: CONACULTA, ISBN 9786077353126.
- Salgado, Dante (2016), Efraín Bartolomé: Invocación del misterio, México: Universidad Autónoma de Baja California Sur, ISBN 9786077777908.

### Tesis
- Piña Zentella, Marta (1992), Análisis del poema "Ala del sur" y una aproximación a su poética, Tesis para obtener el título de Licenciada en Lengua y Literatura Hispánicas, Ciudad de México: Facultad de Filosofía y Letras / Universidad Nacional Autónoma de México.
- Flores Ramos, María Antoniet (1998), El desafío a las figuras mitológicas clásicas en "Oración en la entraña quemada de un sabino" de Efraín Bartolomé, Tesis para obtener el título de Licenciado en Ciencias Humanas, Ciudad de México: Universidad del Claustro de Sor Juana.
- Flores Ramos, María Antonieta (2003), A formaçâo do tradutor e normas de traduçâo: MÚSICA LUNAR de Efraín Bartolomé, vertido para a lingua portuguesa, Dissertaçâo de Mestrado apresentada ao Programa de Pós-Graduaçâo em Estudos Lingüísticos como requisito para obtençâo do título de Mestre em Lingüistica Aplicada, Belo Horizonte, Brasil: Faculdade de Letras da Universidade Federal de Minas Gerais.
- Aguilar Aguirre, María del Carmen (2004), Acercamiento a la estética de Efraín Bartolomé en su obra poética, Especialización en Literatura mexicana del siglo XX, Ciudad de México: Departamento de Humanidades. Universidad Autónoma Metropolitana, Unidad Azcapotzalco.
- Carmona Flores, Joanna (2012), El símbolo del agua pura y fecunda como vertiente sagrada: ‘El agua desdichada’ y ‘Lluvia’ de Efraín Bartolomé, Tesis para obtener el título de Licenciada en Literatura Hispanoamericana, Tlaxcala, México: Facultad de Filosofía y Letras de la Universidad Autónoma de Tlaxcala.
- Montiel Ugarte, Laura (2020), Las formas de lo poético en Música solar de Efraín Bartolomé, Tesis para obtener el grado de Maestría en Literatura Hispanoamericana, Puebla, México: Facultad de Filosofía y Letras. Benemérita Universidad Autónoma de Puebla.

### Ensayos
- Campos, Marco Antonio (23 de mayo de 1983). UN JOVEN, GRAN POETA: EFRAÍN BARTOLOMÉ (342). Ciudad de México: Proceso. Semanario de Información y Análisis. pp. 58-61. Archivado desde el original el 23 de septiembre de 2020. Consultado el 20 de septiembre de 2020.
- Lanseros, Raquel (Julio-agosto de 2009). INTENSIDAD A LA MEXICANA. Cuadernos Hispanoamericanos 709/710 (44). Madrid: Ministerio de Asuntos Exteriores y de Cooperación. Agencia Española de Cooperación Internacional para el Desarrollo. pp. 194-197. ISSN 0011-250X.
- Santiago Papasquiaro, Mario (1995). TROZOS DE SOL (37). Ciudad de México: Cultura Sur. CONACULTA.
- Haladyna, R. (1997). CORAZÓN DEL MONTE DE EFRAÍN BARTOLOMÉ (en inglés) 18 (2). Department of Spanish and Classical Languages / University of Pennsylvania: Hispanic journal. pp. 387-388. ISSN 0271-0986.
- Cancino Casahonda, Enoch (1997). AGUA LUSTRAL. Año III (10). Toluca, México: Castálida, Revista del Instituto Mexiquense de Cultura.
- Milán, Eduardo (Marzo de 1991). EL CONTAGIO DE LA DUDA (172). Ciudad de México: Vuelta. p. 45.
- Ruiz Pérez, Ignacio (Enero-Abril de 2002). LO UNO EN LA INMENSIDAD DEL TODO. "MÚSICA LUNAR" DE EFRAÍN BARTOLOMÉ (en inglés) (15). University of Texas at El Paso: Revista de literatura mexicana contemporánea. pp. 84-92. ISSN 1405-2687.
- Doman, Danion L (Invierno de 2002). LA POESÍA DE EFRAÍN BARTOLOMÉ: CANTANDO EL TERRITORIO SAGRADO (20). Revista del Instituto Mexiquense de Cultura: Revista Castálida. pp. 42-48.
- Domingo Argüelles, Juan (October-December 2003). EFRAÍN BARTOLOMÉ: POET OF EMOTION AND INTELLIGENCE (en inglés) 73. Universidad Nacional Autónoma de México, Coordinación de Humanidades, Centro de Investigaciones sobre América del Norte: Voices of Mexico. pp. 59-64. ISSN 0186-9418. Archivado desde el original el 19 de septiembre de 2020.
- Jiménez Aguirre, Gustavo (2008). Espacio y tiempo en "Toniná: una mirada hacia los cuatro rumbos" de Efraín Bartolomé 19 (2). Instituto de Investigaciones Filológicas / Universidad Nacional Autónoma de México: Literatura Mexicana. pp. 131-142. ISSN 0188-2546.
- Torres, Vicente Francisco (2012). En el vientre del atanor (97). Universidad Nacional Autónoma de México: Revista de la Universidad de México. pp. 90-93. ISSN 0185-1330.
- Domingo Argüelles, Juan (Marzo de 2013). EL TRIUNFO DE LAS COSAS TERRESTRES (109). Ciudad de México: Revista de la Universidad de México. pp. 83-86.
- Flores Ramos, María Antonieta (2015). Literatura e tradução: o casa da Música Lunar 8 (15). Faculdade de Educação e Linguagem / Universidade do Estado de Mato Grosso: Revista de Estudos Acadêmicos de Letras. pp. 172-193. ISSN 2358-8403.
- Quijano Hernández, Heber Sidney (2015). «El fuego y los vínculos cosmogónicos en 'Ala del sur' de Efraín Bartolomé». Contribuciones desde Coatepec (Toluca, México: Universidad Autónoma del Estado de México) (29): 73-86. ISSN 1870-0365.
- Serna, Enrique (Enero de 2016). EFRAÍN BARTOLOMÉ: LA TEMPESTAD SERENA (172). Ciudad de México: Revista Letras libres.
- Campos López, Ronald (2018). De lagos y lagunas en la ecopoesía hispánica contemporánea (Extra 0). (Especial: Naturaleza amena y naturaleza agreste en las letras hispánicas). Universidad de Costa Rica: Revista Estudios. pp. 86-92. ISSN 1659-1925.
- Calderón, Alí (2019). Rosa de los vientos. Matrices de escritura en la poesía contemporánea (58). Facultad de Humanidades y Arte. Universidad de Concepción: Acta literaria. pp. 77-94. ISSN 0716-0909.

## Premios y reconocimientos
- 1980: Premio Nacional de Poesía Tuchtlán por la obra Hora de árida furia, otorgado por el H. Ayuntamiento de Tuxtla Gutiérrez, Chiapas.[59]
- 1982: Premio Ciudad de México otorgado por el Departamento del Distrito Federal.
- 1984: Premio Bellas Artes de Poesía Aguascalientes por la obra Música solar, otorgado por el Instituto Nacional de Bellas Artes y Literatura y el Gobierno del Estado de Aguascalientes.[60][61]
- 1987: Premio Nacional de Poesía por Cuadernos contra el ángel, otorgado por la Universidad Autónoma de Querétaro.[62]
- 1992: Premio Nacional de Poesía Carlos Pellicer para obra publicada, por Música lunar, otorgado por el Instituto Nacional de Bellas Artes y el Gobierno del Estado de Tabasco.[63]
- 1993: Premio Nacional de Literatura Gilberto Owen en la categoría "Poesía", por la obra Corazón del monte, concedido por el Instituto Sinaloense de Cultura del Gobierno del Estado de Sinaloa.[64]
- 1994: Premio Nacional al Mérito Forestal y de Vida Silvestre en la rama de "Cultura", otorgado por la Comisión Nacional Forestal del Gobierno de México.[65]
- 1995: Premio Nacional del Poesía Ciudad del Carmen, otorgado por el Gobierno del Estado de Campeche.[66]
- 1996: Premio Internacional de Poesía Jaime Sabines por la obra Partes un verso a la mitad y sangra, otorgado por el Gobierno del Estado de Chiapas.[67]
- 1998: Premio Chiapas de Arte, máxima distinción que concede el Gobierno del Estado de Chiapas a sus artistas.[68]
- 1999: Beca Ledig Rowohlt Fellowship de Suiza.[69]
- 2001: Legacy Award in Literary Arts, por su trayectoria y excelsitud poéticas, otorgado por la Mexican Heritage Corporation de los Estados Unidos de América.[70]
- 2002: Becario por el Kulturreferat der Landeshauptstadt München, Alemania.
- 2019: Premio Mundial de Poesía Veracruz: Puerta de México, otorgado por el Corporativo de Inteligencia Educa, Consejo Nacional de Líderes por la Paz, Consejo Independiente para el Fomento del Arte y la Cultura, Asociación de Pueblos Originarios de México Ketzalkoatl, A.C.